# Golden (Harry Styles-dal)
A Golden Harry Styles angol énekes dala, második stúdióalbumáról, a Fine Line-ról (2019). A dalt Styles, Mitch Rowland, Tyler Johnson és Kid Harpoon szerezték, míg a producerei Johnson és Harpoon voltak. A dalt 2020. október 23-án tették elérhetővé slágerrádióknak az Egyesült Királyságban, mint az album ötödik kislemeze. Az Egyesült Államokban október 26-án és 27-én lett elérhető felnőtt kortárs és kortárs slágerrádiók számára. A szám 26. lett a brit kislemezlistán és 57. a Billboard Hot 100-on.

## Kompozíció
A Golden stílusát tekintve egy indie pop, soft-rock dal, illetve dolgozik 1970-es évek kaliforniai zenei elemeivel. Ütemmutatója négynegyedes, D-dúrban íródott, tempója 140 BPM, illetve akkordmenete C–Em/Bm7–D. Styles hangja pedig D3 és B4 között mozog.

## Videóklip
A dal videóklipjét Ben Turner és Gabe Turner rendezte és 2020. október 26-án jelent meg. A videóklipben Styles látható, ahogy Olaszországban fut, úszik és egy autót vezet, az Amalfi-parton.

## Díjak és jelölések
| Év   | Díjátadó                               | Kategória                     | Eredmény | For.  |
| ---- | -------------------------------------- | ----------------------------- | -------- | ----- |
| 2021 | MTV Millennial Awards                  | Az év globális slágere        | Elnyerte | [ 6 ] |
| 2021 | Nickelodeon Mexico Kids’ Choice Awards | Globális sláger               | Jelölve  | [ 7 ] |
| 2022 | BMI Pop Awards                         | Az év legtöbbet előadott dala | Elnyerte | [ 8 ] |

## Albumjegyzetek

### Felvételek
- Felvéve a Real World Stúdióban (Bath, Somerset), Shangri-Lában (Malibu, Kalifornia), Groove Masters Stúdióban (Santa Monica, Kalifornia) és a Harpoon-házban (Los Angeles, Kalifornia)
- Keverve a EastWest Stúdióban (Los Angeles, Kalifornia)
- Maszterelve a Sterling Sound Stúdióban (Edgewater, New Jersey)

### Közreműködő előadók
| - Harry Styles – ének, háttérénekes, dalszerző - Tyler Johnson – producer, dalszerző, háttérénekes, billentyűk - Kid Harpoon – co-producer, dalszerző, háttérénekes, moog, akusztikus gitár - Mitch Rowland – dalszerző, dobok, slide gitár, harangjáték, elektromos gitár - Leo Abrahams – elektromos gitár - Sammy Witte – hangmérnök - Jon Castelli – asszisztens hangmérnök - Mark Rankin – asszisztens hangmérnök - Nick Lobel – asszisztens hangmérnök - Dylan Neustadter – asszisztens hangmérnök | - Jeremy Hatcher – asszisztens hangmérnök - Kevin Smith – asszisztens hangmérnök - Oli Jacobs – asszisztens hangmérnök - Oliver Middleton – asszisztens hangmérnök - Rob Bisel – asszisztens hangmérnök - Tyler Beans – asszisztens hangmérnök - Spike Stent – keverés - Michael Freeman – keverési asszisztens - Randy Merrill – maszterelés |

## Slágerlisták
| Slágerlista (2019–2021)               | Legmagasabb pozíció |
| ------------------------------------- | ------------------- |
| Argentina (Argentina Hot 100)         | 21                  |
| Ausztrália (ARIA)                     | 39                  |
| Belgium (Ultratop 50 Flanders)        | 37                  |
| Belgium (Ultratip Wallonia)           | 11                  |
| Brazília (Top 100 Brasil)             | 55                  |
| Csehország (Singles Digitál Top 100)  | 80                  |
| Csehország (Rádio Top 100)            | 2                   |
| Egyesült Királyság (UK Singles Chart) | 26                  |
| FÁK (TopHit)                          | 163                 |
| Finnország (Radiosoittolista)         | 43                  |
| Global 200 (Billboard)                | 62                  |
| Görögország (IFPI Greece)             | 46                  |
| Hollandia (Top 40)                    | 21                  |
| Hollandia (Single Top 100)            | 55                  |
| Horvátország (HRT)                    | 6                   |
| Izland (Plötutíðindi)                 | 16                  |
| Írország (IRMA)                       | 23                  |
| Kanada (Canadian Hot 100)             | 45                  |
| Kanada AC (Billboard)                 | 49                  |
| Kanada CHR/Top 40 (Billboard)         | 15                  |
| Kanada Hot AC (Billboard)             | 21                  |
| Lettország (LAIPA)                    | 46                  |
| Litvánia (AGATA)                      | 21                  |
| Magyarország (Rádiós Top 40)          | 24                  |
| Mexikó (Billboard Airplay)            | 2                   |
| Mexikó (Billboard Ingles Airplay)     | 1                   |
| Olaszország (FIMI)                    | 62                  |
| Portugália (AFP Top 100 Singles)      | 55                  |
| Portugália (AFP Airplay)              | 7                   |
| Salvador (Monitor Latino)             | 7                   |
| Skócia (Scottish Singles Top 40)      | 32                  |
| Svédország (Sverigetopplistan)        | 74                  |
| Szlovákia (Rádio Top 100)             | 4                   |
| Szlovákia (Singles Digitál Top 100)   | 63                  |
| US Billboard Hot 100                  | 57                  |
| US Adult Contemporary (Billboard)     | 18                  |
| US Adult Top 40 (Billboard)           | 8                   |
| US Dance/Mix Show Airplay (Billboard) | 36                  |
| US Mainstream Top 40 (Billboard)      | 13                  |
| Új-Zéland (Recorded Music NZ)         | 40                  |

| Slágerlista (2021) | Legmagasabb pozíció |
| ------------------ | ------------------- |
| Paraguay (SGP)     | 43                  |

| Slágerlista (2021)                | Pozíció |
| --------------------------------- | ------- |
| Global 200 (Billboard)            | 190     |
| Horvátország (HRT)                | 61      |
| Portugália (AFP)                  | 198     |
| US Adult Contemporary (Billboard) | 49      |
| US Adult Top 40 (Billboard)       | 28      |
| US Mainstream Top 40 (Billboard)  | 37      |

## Minősítések
| Régió | Minősítés                  | Eladott példányszám |
| --- | -------------------------- | ------------------- |
| Ausztrália (ARIA) | 3× Platinalemez            | 210 000‡            |
| Ausztria (IFPI Austria)                                                                                                 | Aranylemez                 | 15 000‡             |
| Brazília (Pro-Música Brasil)                                                                                            | Gyémántlemez               | 160 000‡            |
| Dánia (IFPI Danmark) | Aranylemez                 | 45 000‡             |
| Egyesült Államok (RIAA)                                                                                                 | 2× Platinalemez            | 2 000 000‡          |
| Egyesült Királyság (BPI)                                                                                                | Platinalemez               | 600 000‡            |
| Kanada (Music Canada)                                                                                                   | 2× Platinalemez            | 160 000‡            |
| Lengyelország (ZPAV) | Platinalemez               | 50 000‡             |
| Mexikó (AMPROFON) | 4× Platinalemez+Aranylemez | 270 000‡            |
| Olaszország (FIMI) | Platinalemez               | 70 000‡             |
| Portugália (AFP) | Platinalemez               | 10 000‡             |
| Streaming |                            |                     |
| Görögország (IFPI Greece)                                                                                               | Aranylemez                 | 1 000 000†          |
| ‡ Eladási+streaming példányszámok kizárólag a minősítés alapján. † Csak streaming számok kizárólag a minősítés alapján. |                            |                     |

## Kiadások
| Régió              | Dátum                | Formátum(ok)                              | Kiadó            | For.          |
| ------------------ | -------------------- | ----------------------------------------- | ---------------- | ------------- |
| Egyesült Királyság | 2020. október 23.    | kortárs slágerrádió                       | Erskine Columbia | [ 68 ] [ 69 ] |
| Egyesült Államok   | 2020. szeptember 30. | kortárs slágerrádió felnőtt kortárs rádió | Columbia         | [ 70 ]        |
| Egyesült Államok   | 2020. október 27.    | felnőtt kortárs rádió                     | Columbia         | [ 71 ]        |
| Egyesült Államok   | 2020. október 27.    | kortárs slágerrádió                       | Columbia         | [ 72 ]        |
| Olaszország        | 2020. november 6.    | airplay rádió                             | Sony             | [ 73 ]        |